# Kay Kimbell
Kay Kimbell (* 15. Juni 1886 in Oakwood, Leon County, Texas; † 13. April 1964 in Fort Worth) war ein amerikanischer Unternehmer und Philanthrop. Er ist Stifter des Kimbell Art Museums.

## Leben
Seine Eltern waren Benjamin B. Kimbell und Mattie Jones. Kimbell besuchte die öffentlichen Schulen in Whitewright, Grayson County, brach die Schule aber in der achten Klasse ab, um als Büroangestellter in einer Getreidemühle zu arbeiten. Später gründete er die Beatrice Milling Company. Diese Firma wuchs zur Kimbell Milling Company heran, der Pilotorganisation mit verschiedenen Beteiligungen, die Kimbell später gründete oder leitete. Zum Zeitpunkt seines Todes stand er an der Spitze von mehr als siebzig Unternehmen, darunter Mehl-, Futtermittel- und Ölmühlen, Lebensmittelketten, eine Versicherungsgesellschaft und ein Lebensmittelgroßhandelsunternehmen.
Am 24. Dezember 1910 heiratete Kimbell Velma Fuller. Die Ehe blieb kinderlos.
Neben seinen Geschäftsinteressen sammelte Kimbell auch Kunst. Er gründete 1935 die Kimbell Art Foundation in Fort Worth und hinterließ sein Vermögen der Stiftung mit der Anweisung, in Fort Worth ein Museum der Spitzenklasse zu errichten. Die Kunstsammlung, die Kimbell und seine Frau aufbauten, umfasste viele Werke von Künstlern der Spätrenaissance, des französischen 19. und des amerikanischen 19. Jahrhunderts; der Schwerpunkt lag auf englischen Malern des 18. Jahrhunderts wie Frederic Leighton und Thomas Gainsborough. Das Haus der Kimbells in Fort Worth wurde schon vor der Fertigstellung des Museums häufig von Reisegruppen besucht, und viele der Werke aus ihrer Sammlung wurden immer wieder an Hochschulen und Universitäten, Bibliotheken und Kirchen in der Umgebung ausgeliehen.
Kimbell starb im Alter von 77 Jahren und wurde zunächst in Whitewright beerdigt, dann jedoch umgebettet nach Fort Worth.